# Бад-Кляйнкірхгайм
Бад Кляйнкірхгайм — громада в провінції Каринтія, Австрія.

## Географія
Бад-Кляйнкірхгайм розташований на висоті 1087 метрів вище за рівень моря, оточений горами, він лежить у долині. 35% території громади — альпійське поле, 28% — ліс, приблизно, 9,6% — луки і поля, а також 1,3% пасовища; тільки 0,1% — маленькі струмки.

## Історія
Поселення на цьому місті існувало ще за римського панування. Місто було згадано під назвою Пабо в документі, датованому 5 липня 1166, у якому архієпископ Конрад II Зальцбурзький підтверджує пожертвування каплиці в області. Це вважається першою згадкою про Бад-Кляйнкірхгайм. У вересні 1473 турки увійшли в регіон, грабуя місто і долини. 25 червня 1478 група близько 600 фермерів спробувала невдало вигнати їх. Турки залишили місцевість, унаслідок втручання угорців.
Протягом реформації, багато фермерів в області стали лютеранами. Але коли Фердинанд II,імператор Священної Римської імперії прийшов до влади, він зробив католицизм офіційною релігією. Проте, протестанти все ще займалися контрабандою книг і мали таємні зустрічі, і в 1781 протестанти та євреї отримали приблизно всі права що і католики.
Під час наполеонівських війн містом керувала Франція. Що мало великий вплив, оскільки фермери отримали більше прав. Нарешті, у 1973, Бад-Кляйнкірхгайм офіційно приклав Бад до імені, Кляйнкірхгайм.
| Австрія | Це незавершена стаття з географії Австрії. Ви можете допомогти проєкту, виправивши або дописавши її. |